# Helen Zille

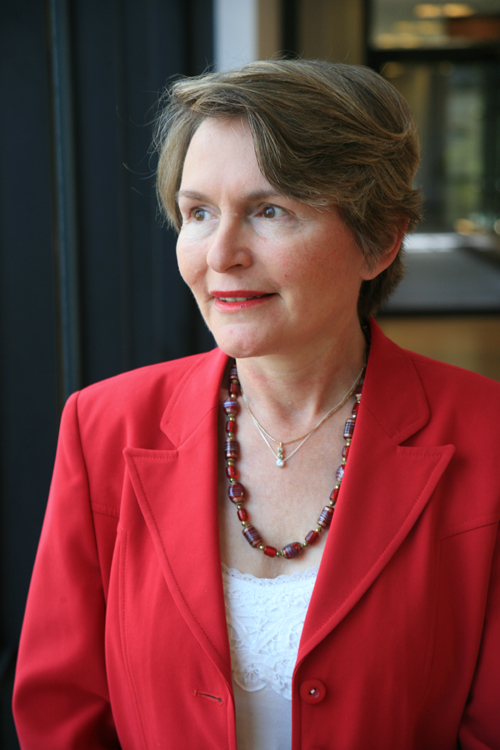
Helen Zille

Helen Zille, eigentlich Otta Helene Maree (geb. Zille; * 9. März 1951 in Johannesburg), ist eine südafrikanische Journalistin und Politikerin mit deutschen Vorfahren. Sie war von 2006 bis 2009 Bürgermeisterin von Kapstadt und von 2007 bis 2015 Vorsitzende der Democratic Alliance (DA). 2009 bis 2019 war sie Premierministerin der Provinz Westkap. Seit Oktober 2019 ist sie Chairperson des Federal Council ihrer Partei. 
Zille galt als Großnichte des deutschen Malers Heinrich Zille. Die von ihr selbst früher dahingehend geäußerten Hinweise hat sie 2016 in ihrer Autobiografie allerdings zurückgenommen. Die Berliner Familienforscherin Martina Rohde hatte zuvor dokumentiert, dass es in den handschriftlichen Aufzeichnungen ihres Onkels Heinrich eine Verwechslung zwischen Personen gleichen Namens, aber mit unterschiedlichen Geburtsorten und -daten gab.

## Leben

### Jugend und Karriere
Helen Zilles jüdische Eltern kamen als Flüchtlinge vor dem Nationalsozialismus nach Südafrika. Helens Vater Wolfgang Zille emigrierte 1934 von Berlin nach Johannesburg. Ihre aus Essen stammende Mutter Mila Cosman floh 1939 nach Großbritannien und gelangte 1948 nach Südafrika, wo die Eltern sich kennenlernten und 1950 heirateten. Zille studierte an der Witwatersrand-Universität in Johannesburg. Nach dem Erwerb des akademischen Grades Bachelor begann Zille ihre politische Karriere als Politikjournalistin für die Zeitung Rand Daily Mail, wo sie hohes Ansehen gewann, als sie die Wahrheit und die Hintergründe von Steve Bikos Tod im Jahr 1977 aufdeckte. Sie heiratete Johann Maree 1982, hat zwei Söhne und ist Mitglied der Rondebosch United Church in Kapstadt.
Sie war führend in verschiedenen Kampagnen wie der Black-Sash-Bewegung, der End Conscription Campaign und dem South Africa Beyond Apartheid Project sowie dem Cape Town Peace Committee aktiv. Des Weiteren leitete sie die Abteilung für Öffentlichkeitsarbeit der Universität Kapstadt. 1997 war sie Vorsitzende des Aufsichtsrates der Grove Primary School of South Africa. Sie wurde Bildungsministerin in der Provinz Westkap und anschließend Parlamentsmitglied für die Democratic Alliance (DA). Innerhalb der DA wurde sie schließlich zur stellvertretenden Vorsitzenden der Partei und zur politischen Sprecherin und Sprecherin für Bildungsfragen.
2003 kam sie in das Finale des South African Women of the Year Award. Zille spricht Englisch, Afrikaans, Xhosa (drei der elf offiziellen Sprachen Südafrikas) und Deutsch. Sie war Mitglied der Wahlkommission des Westkaps, Vize-Parteivorsitzende und Sprecherin für Bildung im Vorstand der DA in der Provinz sowie Parlamentsabgeordnete für ihre Partei. Am 11. Juli 2007 wurde sie vom nationalen Presseclub in Pretoria als Newsmaker of the Year 2006 gewählt.

### Das Bürgermeisteramt
Bei den Kommunalwahlen 2006 wurde die DA mit 42 % zur stärksten Kraft in Kapstadt, noch vor dem national dominierenden African National Congress (ANC). Am 15. März 2006 wurde Zille mit 106 zu 103 Stimmen zur Bürgermeisterin gewählt, allerdings von einer Koalition mit kleineren Parteien. Der Beginn ihrer Amtszeit war durch eine Kontroverse markiert, die entstand, als Zilles Stadtregierung den Stadtdirektor von Kapstadt, Wallace Mgoqi, absetzte, nachdem dessen Amtszeit von Zilles Vorgänger Nomaindia Mfeketo (ANC) unter Bedingungen verlängert worden war, die Zille für rechtswidrig hielt. Sie bekam vor Gericht (dem High Court) schließlich recht. Der ANC strebte daraufhin eine Verwaltungsreform in der Provinz Westkap an, die Zilles politische Kompetenzen deutlich beschnitten hätten. Der Streit wurde schließlich durch einen Kompromiss beigelegt.
Ihre Verpflichtungen als Bürgermeisterin bezogen sich auch auf die Fußball-Weltmeisterschaft 2010, bei der Kapstadt Gastgeber war. Zille überwachte den Bau und die Finanzierung des Kapstadt-Stadions. Sie nahm sich als Bürgermeisterin besonders des Drogenproblems in Kapstadt an. Sie forderte die Dezentralisierung der Polizei und unterstützte Drogen-Rehabilitations-Zentren. Zille forderte außerdem, dass auch von Seiten der Staatsregierung gegen den Drogenmissbrauch vorgegangen wird.
Am 14. Oktober 2008 wurde Helen Zille mit dem Titel „Weltbürgermeisterin“ ausgezeichnet. Am 30. April 2009 legte sie ihr Bürgermeisteramt nieder, um Premierministerin von Westkap zu werden.

### Stellung in der Democratic Alliance
Am 15. März 2007 kandidierte Zille für den Vorsitz der DA, um dem scheidenden Vorsitzenden Tony Leon im Amt nachzufolgen. Am 6. Mai 2007 wurde sie mit großer Mehrheit in dieses Amt gewählt. Sie führte die Partei außerhalb des Parlaments, da sie zunächst den Bürgermeisterposten in Kapstadt behielt und jetzt den der Premierministerin Westkaps wahrnahm. Bei den Parlamentswahlen 2009 erreichte sie für die DA landesweit 16,6 % (+ 4,2 %) und 67 Sitze (+ 17) und damit erneut den Rang der offiziellen Oppositionspartei. Bei der Wahl zum Parlament der Provinz Westkap konnte die DA mit 22 von 42 Sitzen erstmals die absolute Mehrheit erringen. Bei den Wahlen 2014 zur Nationalversammlung gewann die DA deutlich hinzu und konnte auch ihre Vormachtstellung in der Provinz Westkap ausbauen. Im April 2015 verkündete sie, dass sie auf dem Parteitag am zweiten Maiwochenende 2015 nicht mehr für das Amt der Vorsitzenden kandidieren werde.
Wegen umstrittener Äußerungen zum Kolonialismus wurde Helen Zille im Juni 2017 aus allen Führungsgremien ihrer Partei ausgeschlossen. Am 20. Oktober 2019 wurde sie in einer Kampfabstimmung in das Amt der Chairperson des Federal Council (etwa: „Vorsitzende des Bundesparteirates“) ihrer Partei gewählt. Daraufhin traten mehrere hochrangige DA-Mitglieder von ihren Parteiämtern zurück, unter anderem Mmusi Maimane, Athol Trollip und der Bürgermeister der City of Johannesburg, Herman Mashaba.

### Kampagne gegen Drogen- und Alkoholmissbrauch
Zille und acht weitere Personen wurden am 9. September 2007 vor der Polizeistation in Mitchells Plain festgenommen. Zille selbst wurde verhaftet, als sie die Polizeistation besuchen wollte, um Nachforschungen zur Inhaftierung der Gruppe anzustellen. Die Gruppe hatte Flugblätter gegen Drogen- und Alkoholmissbrauch in Kapstadt verteilt.
Sie musste am 11. September 2007 auf Grund des Verstoßes gegen das geltende Versammlungsrecht vor Gericht erscheinen. Sie nutzte die Gelegenheit, um gegen die Festnahme von zehn anderen Personen und sich selbst Stellung zu beziehen und dem Polizeiminister ungerechtfertigte Inhaftierung vorzuwerfen. Am 23. Oktober 2007 wurden Zille und die Inhaftierten von allen Anklagepunkten freigesprochen.

### Premierministerin von Westkap

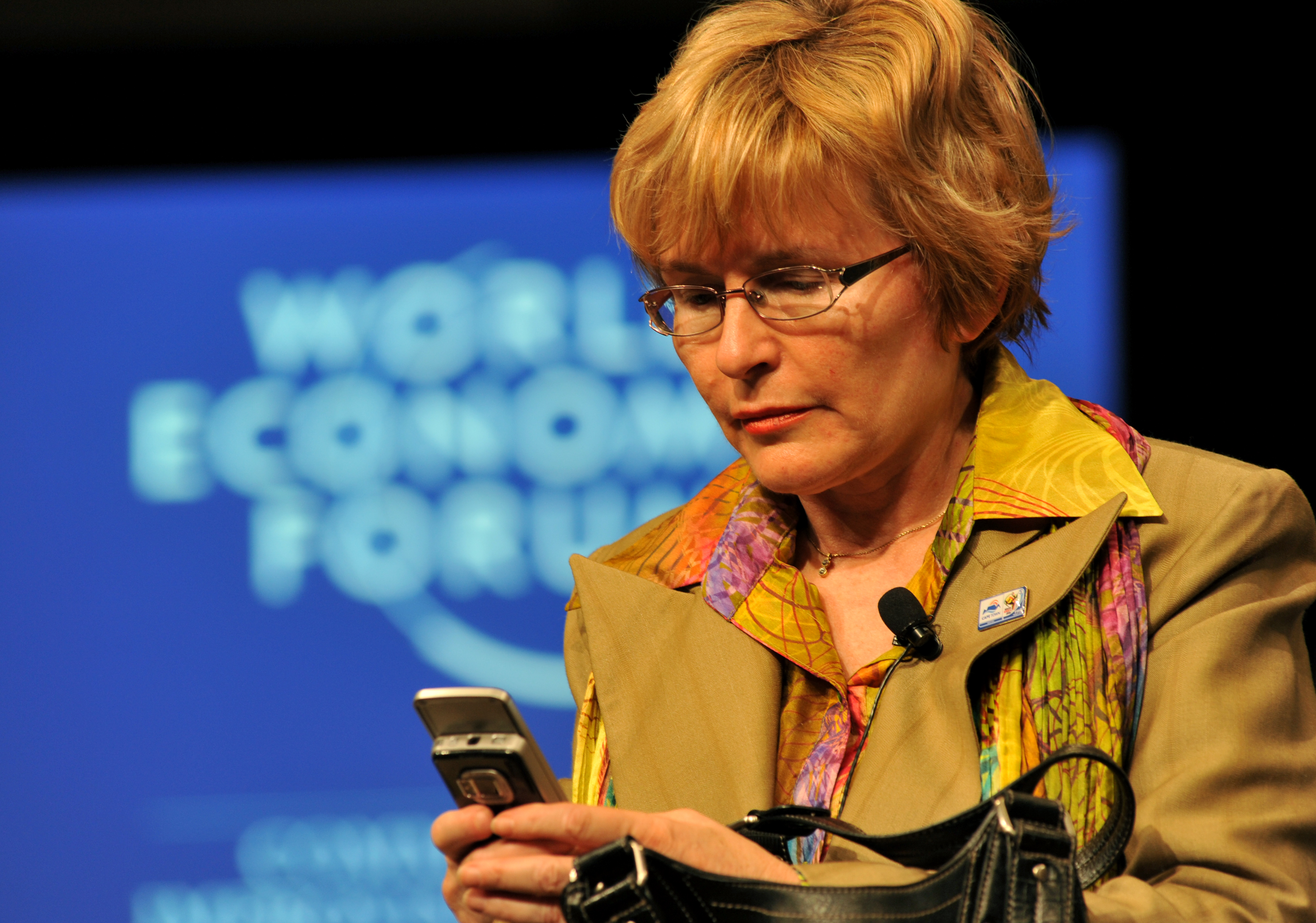
Helen Zille im Juni 2009 beim World Economic Forum

Nach dem Sieg der Democratic Alliance bei den Wahlen zum Provinzparlament von Westkap wurde sie am 6. Mai 2009, also genau zwei Jahre, nachdem sie den Vorsitz der Demokratischen Allianz übernommen hatte, mit den Stimmen ihrer Fraktion zur Premierministerin gewählt. Sie ist damit die Einzige der neun Provinzregierungschefs, die nicht dem African National Congress angehört.
Im Februar 2012 nannte Zille die Sängerin Simphiwe Dana eine „professionelle Schwarze“. Mitte März 2012 veröffentlichte sie eine Nachricht über Twitter, in der sie von Flüchtlingen des Ostkaps sprach, die wegen der besseren Bildungschancen zum Westkap kämen. Beide Äußerungen brachten ihr massive Kritik sowohl von anderen Nutzern des Kommunikationsdienstes als auch vom ANC ein. Zeitungskommentatoren sahen darin weniger Rassismus als mangelnde Sensibilität und hinterfragten das Selbstverständnis der Bevölkerungsgruppen in Südafrika. Senzeni Mphila, Provinzfunktionär der ANC Youth League (ANCYL), nannte Zille wegen ihrer Äußerung ebenfalls auf Twitter „Rassistenschlampe“; er löschte zwar die Bemerkung, blieb jedoch bei seiner Ansicht.
Anfang April 2012 kündigten Anwälte der DA an, Julius Malema, den ANCYL-Sprecher Floyd Shivambu und den Kapstädter Stadtrat und ANCYL-Mitglied Andile Lili vor Gericht in Kapstadt wegen Beleidigung auf 1,4 Millionen Rand zu verklagen. Sie hatten Zille im Wahlkampf 2009 „Rassistenmädchen“ genannt und ihr vorgeworfen, ihre Liebhaber und Konkubinen in das Kabinett zu holen.
Am 22. Mai 2019 folgte ihr Alan Winde (DA) im Amt des Premierministers.

### Kontakte nach Deutschland
Anlässlich eines Aufenthalts in Deutschland im Januar 2008 trug sie sich in Dresden in das Goldene Buch der Stadt ein und nahm in Radeburg an den Feierlichkeiten zum 150. Geburtstag von Heinrich Zille teil. 2011 erhielt sie in Berlin den Abraham-Geiger-Preis, 2012 wurde ihr in Stuttgart die Reinhold-Maier-Medaille verliehen. In der Frankfurter Paulskirche wurde sie im November 2014 mit dem Freiheitspreis der Friedrich-Naumann-Stiftung für die Freiheit ausgezeichnet. In der Laudatio hob Alt-Bundespräsident Horst Köhler unter anderem ihr Engagement für eine Politik, die die Grenzen zwischen den Bevölkerungsgruppen überwindet, und gute Bildung in Südafrika hervor.